# 朱謨㙉
韓安王朱謨㙉（1520年—1561年），明朝追封韓王，韓定王朱融燧的嫡第一子，母妃譚氏。

## 生平
朱謨㙉初封韓世孫。嘉靖十七年（1538年）十二月，改封韓世子。其未及襲封韓王，在嘉靖四十年（1561年）去世，享年四十二歲，諡號悼恭。
嘉靖四十四年（1565年），其父韓定王朱融燧去世。隆慶三年（1569年），其子韓世孫朱朗錡嗣位。後追封其為韓王，改諡安。

## 家庭

### 妻
- 馬氏，隆慶四年（1570年）封韓安王繼妃，生朱朗錡。[5]

### 妾
- 别氏，生朱朗鈏。[6]

### 子
- 庶第一子：鎮國將軍朱朗鈏（1537年－1554年），號雲衢。夫人趙氏，趙源之女。[6]
- 嫡第二子：鎮國將軍→韓世孫→韓端王朱朗錡